# سیدنی سوئینی
سیدنی برنیس سوئینی (انگلیسی: Sydney Bernice Sweeney؛ زادهٔ ۱۲ سپتامبر ۱۹۹۷) بازیگر آمریکایی است. او برای نقش‌هایش در مجموعهٔ درام سرخوشی (۲۰۱۹–اکنون) و فصل نخست مجموعهٔ آنتولوژی نیلوفر آبی سفید (۲۰۲۱) که در سال ۲۰۲۲ برای هر دو نامزد جایزهٔ امی ساعات پربیننده شد، شناخته‌شده‌تر است.
سوئینی در سال ۲۰۱۸ با حضور در مجموعه‌های تلویزیونی همه‌چیز مزخرفه! و سرگذشت ندیمه و مجموعهٔ کوتاه چیزهای تیز نگاه عموم را به خود جلب کرد. او در سال ۲۰۱۹ در کمدی-درام روزی روزگاری در هالیوود ساختهٔ کوئنتین تارانتینو حضور یافت. او در سال ۲۰۲۳ نقش ریالیتی وینر را در فیلم درام ریالیتی بازی کرد و در فیلم کمدی از لحاظ تجاری موفق هر کسی جز تو حضور داشت. او سال بعد در فیلم ابرقهرمانی مادام وب ایفای نقش کرد و تهیه‌کنندگی و بازیگری در فیلم ترسناک معصوم را به عهده داشت.

## زندگی
سیدنی برینس سوئینی در اسپوکن، واشینگتن در ۱۲ سپتامبر ۱۹۹۷ زاده شد. نخستین فرزند از دو فرزند یک مادر وکیل و یک پدر که در زمینهٔ پزشکی کار می‌کند. او یک برادر دارد. سوئینی در بخش پانهندل که در آپاخترِباختریک آیداهو می‌باشد و این ایالت در راستای مرز واشینگتن، در خانه‌ای روستایی کنار دریاچه که خانوادهٔ او پنج نسل در آن زندگی می‌کردند، بزرگ شد.
سوئینی در مدرسه سنت جورج در اسپوکن آموختن را فرا گرفت و در رشته‌های دو میدانی بسیاری پرکار بود. او گفت: «من در هر رشته ورزشی شدنی آماده بودم. من در تیم فوتبال، تیم بیس‌بال، تیم اسکی اسلالوم بودم.» او پس از تست بازیگری به پیشهٔ بازیگری علاقه‌مند شد تا در یک فیلم که در دامنهٔ اسپوکن فیلمبرداری می‌شد، نقش‌آفرینی کند. برای متقاعد کردن پدر و مادرش برای کسب موافقت با بازیگری وی، یک برنامه کسب‌وکار پنج ساله را آغاز کرد. سوئینی آغاز به تست بازیگری و رزرو پیشه‌هایی برای بازیگری در سیاتل و پورتلند، اورگن کرد، تا جایی که خانواده به شیوهٔ گذرا در آنجا زندگی می‌کردند، و تا زمانی که در ۱۴ سالگی تصمیم گرفت که به لس‌آنجلس کوچ کند.

## پیشه

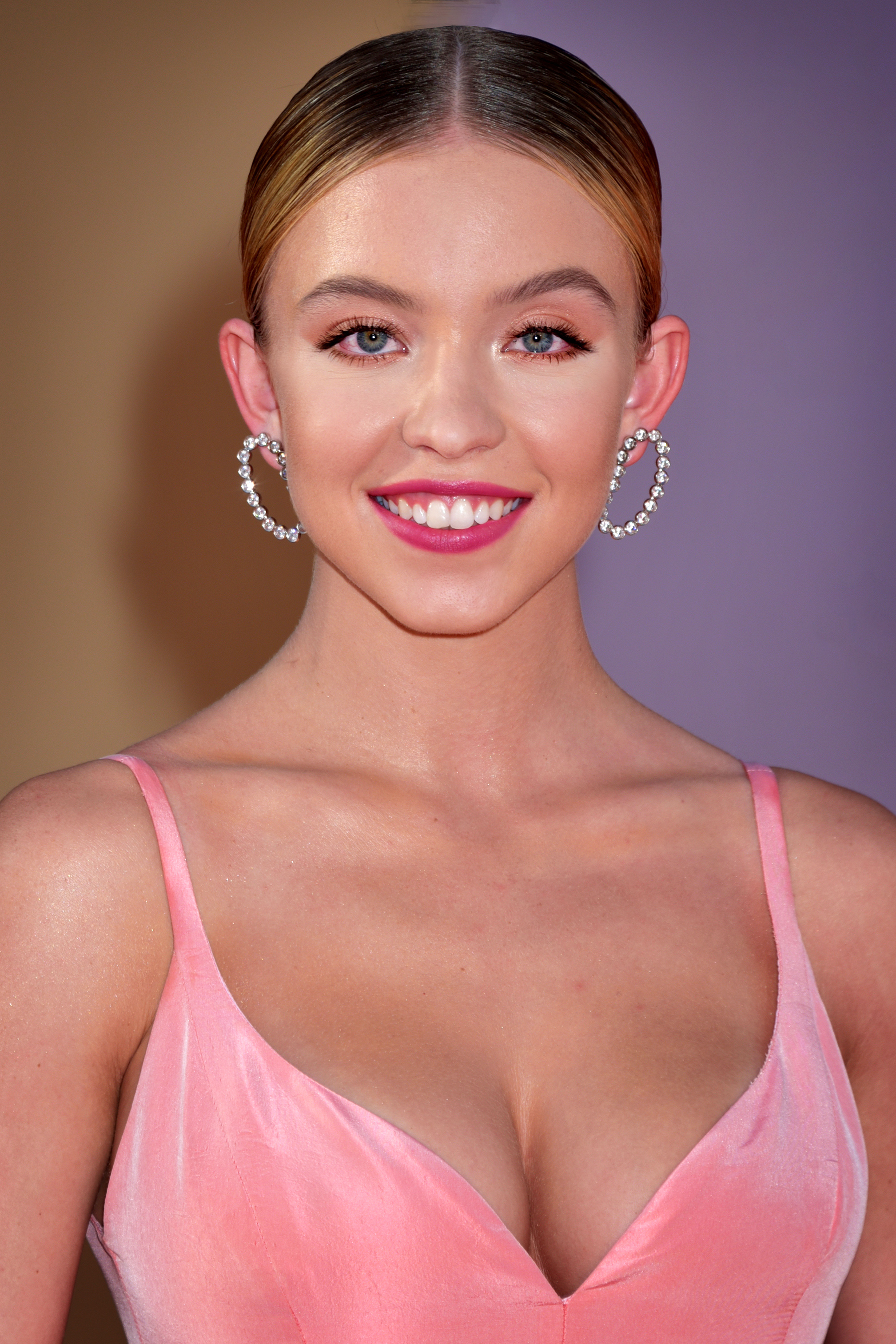
سوئینی در ۲۰۱۹

یکی از نخستین فیلم‌های بلند سوئینی یک فیلم ترسناک به نام همراه اهریمن آمد بود. سوئینی نقش مهمان در مجموعه‌های تلویزیونی مانند ۹۰۲۱۰، ذهن‌های جنایتکار، آناتومی گری، درون گاوصندوق و دروغ‌گوهای کوچک زیبا بازی کرده است.
سوئینی در سریال نتفلیکس به نام همه‌چیز مزخرفه! نقش امالین آداریو را ایفا کرد، که روی دو گروه از دانش‌آموزان دبیرستانی در اورگن در سال ۱۹۹۶ میلادی می‌چرخید. سپس او در مینی‌سریال اچ‌بی‌او به نام چیزهای تیز پدیدار شد و نقش آلیس، هم‌اتاقی شخصیت امی آدامز که در یک مرکز روان‌پزشکی آشنا می‌شوند، را ایفا کرد. شخصیت او در نخست قرار بود نقش کوتاه تری داشته باشد، ولی کارگردان او را برای سکانس‌های بیشتر می‌آورد. برای این نقش، سوئینی داستان دخترانی را که از بیماری روانی و خودآزاری رنج می‌بردند بررسی کرد و از بیمارستان‌هایی بازدید کرد که بیمارانی داشتند که به خود آسیب می‌زدند. او برای همه‌چیز مزخرفه! و چیزهای تیز، هم‌زمان سرصحنه می‌رفت، فیلم اولی در درازای هفته و دومی در پایان هفته.
سوئینی در سال ۲۰۱۸ در فیلم شورانگیز زیر دریاچه نقره‌ای ایفای نقش کرد. او در فصل دوم سریال تراژدی پادآرمان‌شهر سرگذشت ندیمه در نقش ادن اسپنسر، دختری وارسته و فرمانبردار، نقشی دوره‌ای داشت. او همچنین در نقش کهرمانانه‌ای در فیلم ترسناک همراه اهریمن آمد بازی کرد. سال آینده، او در فیلم درام کلمانتین، فیلم زمان دراز برنایی و درام کوئنتین تارانتینو به‌نام روزی روزگاری در هالیوود پدیدار شد. از سال ۲۰۱۹، سوئینی در سریال درام سرخوشی نقش کیسی هاوارد «نوجوانی با آوازه‌ای ناپسند» را به بازی پرداخته است.

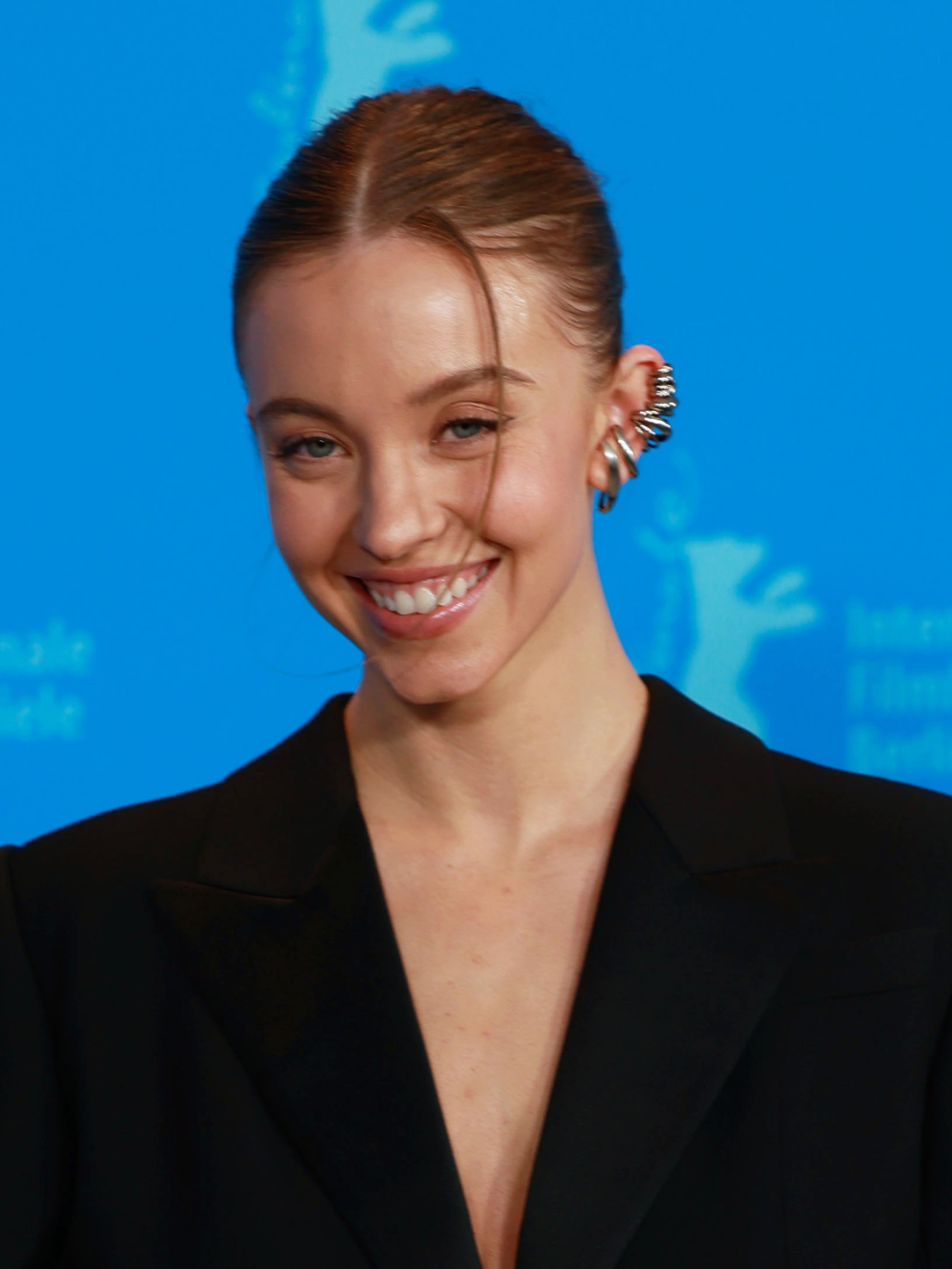
سوئینی در ۲۰۲۳

سوئینی در فیلم تلویزیونی موسیقی دل‌انگیز بازی کرد. او همچنین در سریال میز بازیکنان، برداشتی از رمان جسیکا گودمن، و کاش آن‌ها ما بودند در اچ‌بی‌او مکس، بازی خواهد کرد. سوئینی همچنین با کمپانی تولیدی خود، فیفتی-فیفتی فیلمز، تولید اجرایی، خواهد کرد. سوئینی در موزیک‌ویدئو «گورستان» با هالزی خوانندهٔ آمریکایی، به اجرا کردن پرداختند. در سال ۲۰۲۱، او در مجموعهٔ تلویزیونی اچ‌بی‌او به نویسندگی و کارگردانی مایک وایت به نام نیلوفر سفید پدیدار شد. او برای این نقش در جوایز امی ساعات پربیننده نامزد بهترین بازیگر نقش مکمل زن در فیلم یا مجموعه آنتولوژی یا محدود شد. دستاوردهایش برای او جایگاهی در فهرست سال ۲۰۲۲ تایم ۱۰۰ نکست به همراه داشت.
سوئینی در کمدی رمانتیک هر کسی جز تو (۲۰۲۳) با گلن پاول هم‌بازی شد. این فیلم به‌تدریج به موفقیت تجاری رسید. او تهیه‌کننده اجرایی فیلم بود و علاوه بر مشارکت در فیلم‌نامه، در استخدام بازیگر مرد نقش اول یعنی گلن پاول و کارگردان ویل گلوک نیز نقش داشت.
در مارس ۲۰۲۲، سوئینی به داکوتا جانسون برای فیلمی ابرقهرمانی به نام مادام وب (۲۰۲۴) پیوست که این فیلم در فرنچایز رسانه‌ای دنیای مردعنکبوتی سونی رخ می‌دهد. این فیلم با نقدهای منفی مواجه شد و در گیشه شکست خورد. او در مارس ۲۰۲۴ میزبان قسمتی از پخش زنده شنبه شب شد. سوئینی سپس فیلم ترسناک روان‌شناختی معصوم را تهیه‌کنندگی و در آن بازی کرد. او ابتدا در سال ۲۰۱۴ برای این پروژه تست بازیگری داد. سال‌ها بعد، حقوق فیلمنامه را خرید و مایکل موهان را برای کارگردانی استخدام کرد. سوئینی گفته که به فکر به وجود آوردن راهی برای ایجاد فرصت برای خود بوده است.

## در فرهنگ عامه
پس از حضور سوئینی در برنامه پخش زنده شنبه شب در مارس ۲۰۲۴، نشریه محافظه‌کار کانادایی نشنال پست مقاله‌ای منتشر کرد با عنوان «آیا سینه‌های سایز دوبل‌دی سیدنی سوئینی نشانه‌ای از مرگ ووک هستند؟» و شخصیت محافظه‌کار ریچارد هانانیا در توییتی با عنوان «ووک مرده است» کلیپی از سوئینی را منتشر کرد که تمرکز آن روی سینه‌های او بود. سوئینی این توجه بیش‌ازحد به ظاهرش را «رابطه عجیبی که مردم با من دارند و من هیچ کنترلی بر آن ندارم» توصیف کرد.
در مه ۲۰۲۵، سوئینی پس از همکاری با برند مراقبت شخصی «دکتر اسکواچ» برای عرضه خط تولید صابون محدود حاوی «آب حمام» او، توجه گسترده‌ای در رسانه‌های اجتماعی به خود جلب کرد.
در ژوئیه ۲۰۲۵، سوئینی در کمپین تبلیغاتی امریکن ایگل با عنوان «سیدنی سوئینی جینزهای فوق‌العاده‌ای دارد» حضور یافت. این کمپین که با بازی با کلمات هم‌آوا (جین و ژن) طراحی شده بود، موفقیت‌آمیز بود؛ قیمت سهام امریکن ایگل (بورس نیویورک: AEO) پس از اعلام این کمپین ۱۰ درصد افزایش یافت و این تبلیغات با تبلیغات معروف بروک شیلدز برای کلوین کلاین در دهه ۱۹۸۰ مقایسه شد. این تبلیغات از سوی برخی کاربران شبکه‌های اجتماعی مورد انتقاد قرار گرفت، توجه دولت ترامپ و برخی مفسران محافظه‌کار را جلب کرد و از سوی دونالد ترامپ مورد تحسین قرار گرفت.

## زندگی شخصی
سوئینی یک رزمی‌کار آموزش‌دیده ام‌ام‌ای است. و با گلاویز شدن در دبیرستان روبرو می‌شد.
به گفته سوئینی او هر کاراکتر خود را در کتاب‌های جداگانه می‌نویسد، که دربرگیرنده «یادمان‌های دوسویه بودن/خط‌های زمانی/دفترچه‌های یادداشت/پرتورهایی از سرتاسر جهان سرشت» می‌شود. از زمانی که این کاراکترها زاده شدند تا برگ نخست فیلم‌نامه ادامه دارند.
در دسامبر ۲۰۲۰، هفته‌نامه اسپوکزمن گفته بود که سوئینی به رستوران‌های جورواجور زادگاهش، اسپوکن، ۱۲٬۰۰۰ دلار کمک کرده است، که این بودجه برای سرو خوراک در پناهگاه‌های بی‌خانمان‌نشین بکار رفت.
سوئینی در فوریهٔ ۲۰۲۲ با تاجر، جاناتان داوینو، در شیکاگو نامزد کرد. آنها در سال ۲۰۲۵ از هم جدا شدند و مراسم عروسی‌شان لغو شد.

## فیلم‌شناسی

### سینما
| سال  | عنوان                   | نقش                | یادداشت‌ها               |
| ---- | ----------------------- | ------------------ | ----------------------- |
| ۲۰۰۹ | زامبی‌های کشتارجمعی      | لیزا               |                         |
| ۲۰۱۰ | تریاک‌خوار               | سارا دتزر          |                         |
| ۲۰۱۰ | تاکه‌ئو                  | سامانتا رایت       | نقش کوتاه               |
| ۲۰۱۰ | شب‌کور                   | دختر گمشده         | نقش کوتاه               |
| ۲۰۱۰ | نگهبان                  | آلیس جوان          |                         |
| ۲۰۱۳ | عنکبوت‌های سه‌بعدی        | امیلی              |                         |
| ۲۰۱۴ | فرشتگان در غبار ستاره   | آنی                |                         |
| ۲۰۱۵ | برگزار شد               | لیلی وودز          | نقش کوتاه               |
| ۲۰۱۵ | عشق نمایان شد           | لیح                | نقش کوتاه               |
| ۲۰۱۵ | جوانک رزمی‌کار           | ژولیا              |                         |
| ۲۰۱۵ | زاده‌نشده                | جینی هاچینز کوچولو | نقش کوتاه               |
| ۲۰۱۵ | دزدیده‌شده از حومه       | اِما                |                         |
| ۲۰۱۶ | راه کسیدی               | کلسی کانرز         |                         |
| ۲۰۱۶ | طایفه                   | هایلی سامرز        |                         |
| ۲۰۱۷ | وایک‌ها                  | ایدا               |                         |
| ۲۰۱۷ | مورچه مرده              | سم                 |                         |
| ۲۰۱۷ | دیشب دوباره اتفاق افتاد | پیج جوان           | نقش کوتاه               |
| ۲۰۱۸ | بی‌رحم                   | اَلی                |                         |
| ۲۰۱۸ | دختر اشتباهی            | سامانتا            |                         |
| ۲۰۱۸ | زیر دریاچه نقره‌ای       | ستاره دنباله‌دار    |                         |
| ۲۰۱۸ | همراه اهریمن آمد        | اشلی               |                         |
| ۲۰۱۹ | زمان زیاد بلوغ          | هالی               |                         |
| ۲۰۱۹ | کلمانتین                | لانا               |                         |
| ۲۰۱۹ | روزی روزگاری در هالیوود | دایان لیک          |                         |
| ۲۰۲۰ | موسیقی دل‌انگیز          | ژولیت لو           |                         |
| ۲۰۲۱ | تماشاگران               | پیپا               |                         |
| ۲۰۲۱ | دندان شب                | اوا                |                         |
| ۲۰۲۳ | ریالیتی                 | ریالیتی وینر       |                         |
| ۲۰۲۳ | آمریکانا                | پنی جو پاپلین      |                         |
| ۲۰۲۳ | هر کسی جز تو            | بی                 | همچنین تهیه‌کنندهٔ اجرایی |
| ۲۰۲۴ | مادام وب                | جولیا کارپنتر      | [ ۵۴ ] [ ۵۵ ] [ ۵۶ ]    |
| ۲۰۲۴ | معصوم                   | سیسیلیا            | همچنین تهیه‌کننده        |
| ۲۰۲۴ | بهشت                    | مارگرت ویتمر       |                         |
| ۲۰۲۵ | دره اکو                 | کلر                | [ ۵۸ ] [ ۵۹ ]           |
| ۲۰۲۵ | خدمتکار                 | میلی               |                         |

### تلویزیون
| سال         | عنوان                 | نقش                                         | یادداشت‌ها                                                                                     |
| ----------- | --------------------- | ------------------------------------------- | --------------------------------------------------------------------------------------------- |
| ۲۰۰۹        | قهرمان‌ها              | دختر کوچولو                                 | اپیزود: «بخش چهار 'کوری هیستریک'»                                                             |
| ۲۰۰۹        | ذهن‌های جنایتکار       | دنی فارستر                                  | اپیزود: «کلاه‌برداری»                                                                          |
| ۲۰۱۰        | تعقیب                 | کایلا ادواردز                               | اپیزود: «خلبان»                                                                               |
| ۲۰۱۰        | ۹۰۲۱۰                 | دختر                                        | اپیزود: «آن لیام در پنجره چنده»                                                               |
| ۲۰۱۱        | کاراته کاها           | کلسی وارگاس                                 | اپیزود: «شمشیرها و جادو»                                                                      |
| ۲۰۱۱        | حلقه بلینگ            | ایزی فیش‌من                                  | فیلم تلویزیونی                                                                                |
| ۲۰۱۴        | آناتومی گری           | ارین ویور                                   | اپیزود: «نگذارید آغاز کنیم»                                                                   |
| ۲۰۱۷        | انیمیشن مدرسه هیولاها | مادلین ریون                                 | گویندگی؛ اپیزود: «به مدرسه هیولاها خوش‌آمدید»                                                  |
| ۲۰۱۷        | میانه                 | دانش‌آموز دختر شماره‌یک                       | اپیزود: «فینال پایانی»                                                                        |
| ۲۰۱۷        | دروغ‌گوهای کوچک زیبا   | ویلا                                        | اپیزود: «تا زمانی که مرگ ما را از هم جدا کند»                                                 |
| ۲۰۱۷        | درون گاوصندوق         | هیلی کارن                                   | سریال وب‌گاهی؛ ۷ اپیزود                                                                        |
| ۲۰۱۸        | همه‌چیز مزخرفه!        | امالین آداریو                               | اصلی؛ ۱۰ اپیزود                                                                               |
| ۲۰۱۸        | سرگذشت ندیمه          | ادن اسپنسر                                  | ۷ اپیزود؛ نامزدشده—جایزه انجمن بازیگران فیلم برای بهترین اجرای گروه بازیگران در مجموعه درام   |
| ۲۰۱۸        | چیزهای تیز            | آلیس                                        | مینی‌سریال؛ اپیزودها: «پلشتی»، «نوسازی»                                                        |
| ۲۰۱۸        | دیوانه                | میسی 'دختر کاغذی'                           | سریال کوتاه                                                                                   |
| ۲۰۱۸        | دختر اشتباهی          | سامانتا                                     | فیلم تلویزیونی                                                                                |
| ۲۰۱۹–تاکنون | سرخوشی                | کیسی هاوارد                                 | بازیگر اصلی                                                                                   |
| ۲۰۲۱        | نیلوفر سفید           | اولیویا موسباکر                             | مینی‌سریال؛ بازیگر اصلی                                                                        |
| ۲۰۲۱        | مرغ ربات              | باربی، رایلی اندرسن، دختر سینمایی (گویندگی) | اپیزودها: «شاید این مایه آفرینش دلمه سرتاسر لوتا شود»؛ «شاید این مایه باروری بی‌عیب و نقص شود» |
| ۲۰۲۴        | پخش زنده شنبه شب      | خودش (میزبان)                               | قسمت: «سیدنی سوئینی/کیسی ماسگریوز»                                                            |

### وبگاه
| سال  | عنوان      | نقش                  | یادداشت‌ها                |
| ---- | ---------- | -------------------- | ------------------------ |
| ۲۰۲۰ | روز به روز | وینی چمپ‌من (گویندگی) | اپیزودها: «وینی، بتی و…» |
| ۲۰۲۱ | سقوط زیاد  | اسکارلت              |                          |

### موزیک ویدئو
| سال  | عنوان     | هنرمند        |
| ---- | --------- | ------------- |
| ۲۰۱۹ | «گورستان» | هالزی         |
| ۲۰۲۳ | «انگری»   | رولینگ استونز |